# 管办分离
管办分离，又称管办分开，是指监管与举办职能的分离。在中国大陆，“管办分离”的说法起初因卫生行政管理体制改革议题为人熟知，后常出现于体育改革议题。而在教育领域，则提倡教育管理、办学和教育评价分离，即“管办评分离”。

## 案例
- 在山东潍坊，管办职能在卫生行政部门内部分开，由卫生行政部门内设机构承担分开的管、办职能，开创了中国大陆公立医院改革的“管办分开不分家”的“潍坊模式”[4]
- 在上海，上海市教育委员会将各级各类学校的办学评估工作和专项评估工作交给了有关事业单位和社会中介组织，并扩大了高校办学自主权，在高等教育治理方面逐渐形成了“政府管理、高校办学、社会评价”的格局[5]
- 2017年6月30日，中国篮球协会与中篮联（北京）体育有限公司（CBA公司）签署协议，将CBA联赛的竞赛权和商务权授予CBA公司。在授权期内，CBA联赛的竞赛、商务由CBA公司独立运营，中国篮协则负责监管、指导和服务[6]
- 2025年1月23日，中国足球职业联赛联合会（中足联）成立，负责中国足球职业联赛的组织运营，而中国足球协会则拥有职业联赛的所有权和监管权[7]